# Округ Џеферсон (Пенсилванија)
Округ Џеферсон (енгл. Jefferson County) је округ у америчкој савезној држави Пенсилванија.

## Демографија
По попису из 2010. године број становника је 45.200, што је 732 (-1,6%) становника мање него 2000. године.
| Група             | 2000.          | 2010.          |
| Белци             | 45.320 (98,7%) | 44.264 (97,9%) |
| Афроамериканци    | 59 (0,1%)      | 157 (0,3%)     |
| Азијати           | 97 (0,2%)      | 92 (0,2%)      |
| Хиспаноамериканци | 188 (0,4%)     | 275 (0,6%)     |
| Укупно            | 45.932         | 45.200         |